# Zauchescher Kreis
Der Zauchesche Kreis, auch Zauchischer Kreis oder Zauchscher Kreis war eine Verwaltungseinheit im Kurfürstentum Brandenburg, die sich im 17. Jahrhundert aus dem Beritt Beelitz bzw. der historischen Landschaft der Zauche herausbildete. Er gehörte zum Landesteil Kurmark der Mark Brandenburg und existierte bis 1816, als er mit dem bis 1815 kursächsischen Amt Belzig zum Kreis Zauch-Belzig oder Zauch-Belzigschen Kreis zusammengelegt wurde. 1773 wurde der westliche Teil des Zaucheschen Kreises als Ziesarscher Kreis abgetrennt und zum Herzogtum Magdeburg gelegt.

## Geschichte
Der Zauchesche Kreis entstand im Wesentlichen aus der historischen Landschaft der Zauche. Angegliedert waren ihm das Gebiet um Ziesar, das Ländchen Bärwalde und einige Exklaven im kursächsischen Gebiet sowie dem ab 1680 kurbrandenburgischen Herzogtum Magdeburg. Umgekehrt gab es im Zaucheschen Kreis eine sächsische Enklave (Busendorf, Kanin und Klaistow) und eingezwängt zwischen Zaucheschem Kreis und Luckenwaldeschem Kreis (bis 1773 Herzogtum Magdeburg, danach Kurmark) die sächsische Exklave Blankensee (mit Blankensee und Stangenhagen). 
Erste Ansätze für eine Kreisverfassung in der Mark Brandenburg entstanden schon im 15. Jahrhundert. Sie orientierten sich im Wesentlichen an den alten historischen Landschaften. Im 16. Jahrhundert waren die Kreise auch identisch mit dem Amtsbereich eines Landreiters. Die Kreise wurden deshalb auch Beritte genannt. Der Dreißigjährige Krieg ist im Grunde der Beginn der Kreise, wie sie zum Beginn des 19. Jahrhunderts noch bestanden. Damit die durchziehenden Truppen der verschiedenen Kriegsparteien einquartiert, verpflegt und entlohnt werden konnten, wurden vom Kurfürsten für die Kreise/Beritte sog. Land- oder Kriegskommissare eingesetzt oder von den Ständen der jeweiligen Kreise gewählt. Gerade in den Zeiten des Dreißigjährigen Krieges waren dies sehr unbeliebte Ämter. Im weiteren Verlauf der Geschichte wurden den Kriegs- oder 
Landkommissaren weitere Aufgaben und Befugnisse übertragen, so in der Steuer- und Finanzverwaltung und der Polizeigewalt. Die Stände des Kreises erhielten das Präsentationsrecht für den Land- oder Kriegskommissar, der ab 1702 Landrat genannt wurde. Das Amt war häufig in Personalunion mit dem Posten des Kreisdirektors verbunden, dem von den Vertretern der Stände eines Kreises gewählten Vorsitzenden der Ständeversammlung eines Kreises. 

### Orte, die 1773 vom Zaucheschen Kreis abgetrennt wurden
1773 wurden die im Wesentlichen um Ziesar gelegenen Gebiete bzw. überhaupt der westliche Teile des Zaucheschen Kreises als Ziesarscher Kreis abgetrennt und in das Herzogtum Magdeburg eingegliedert. Dafür kam der herzoglich-magdeburgische Luckenwaldesche Kreis zur Kurmark. Nach Büsching wurden 1773 folgende Orte und Einzelhäuser vom Zaucheschen Kreis abgetrennt und damit der Ziesarsche Kreis gebildet:
Städte
- Leitzkau (Leitzkow[2])
- Ziesar
- Schäferey vor Ziesar[3], lag in Ziesar im Bereich Schopsdorfer Chaussee 1
- Papiermühle bei Ziesar[4], nicht erwähnt bei Heineccius, nicht identifiziert

Plattes Land
- Alt Leitzkau (Althaus Leitzkau, Leitzkau alter Seite), adliges Vorwerk, Windmühle[5]
- Bardelebenshof[6]/Bardeleber Hof vor Ziesar[7], adliges Vorwerk[6], lag dicht bei Ziesar auf Stadtgebiet, bisher nicht identifiziert
- Birkenreismühle/Berkenries Mühle[8], Mahlmühle[6], heute Wohnplatz in der Gemeinde Buckautal
- Blockhauß[2]/Blockhäuser[6], existiert nicht mehr, lag westlich von Verlorenwasser
- Böcke, Dorf[6], Ortsteil der Gemeinde Wenzlow
- Borgens Hof vor Ziesar, adliges Vorwerk[2][9], existiert nicht mehr, lag in Ziesar, Fiener Weg, gegenüber den Gebäuden Fiener Weg 9–10.
- Bramsdorf, Dorf[9][10], im Ortsteil Buckau der Gemeinde Buckautal aufgegangen (Bramsdorfer Straße östlich der Buckau)
- Buckau/Buckow nebst Mühle[11], Dorf und Wassermühle mit zwei Gängen, mit einem Schneide- und einem Ölgang[9], heute Ortsteil der Gemeinde Buckautal
- Bücknitz (Bückenitz[2][12]), Dorf Wassermühle mit einem Mahlgang, 1740 in Erbpacht gegeben[12], heute Ortsteil der Stadt Ziesar,
- Bückenitzsche Mühle[2] (s. o.)
- Köpernitz (Coepernitz[2]/Cöpernitz[12]), Dorf, zwei Amtsteiche, eine Ölmühle, heute Ortsteil der Stadt Ziesar
- Krüssau, adeliges Vorwerk, (Crüssow[2]/Crüßau[13]), Mühlenteich und Wassermühle mit einem Mahl- und einem Ölgang, heute Ortsteil der Stadt Möckern
- Dahlen[14][13], adliges Vorwerk, heute Gemeindeteil der Gemeinde Gräben
- Dretzen, Kolonie, ehemaliges Amtsvorwerk[15][13], 1763 Kolonie gegründet, Unterförsterei, heute Ortsteil der Gemeinde Buckautal
- Egelinde, adliges Vorwerk[16][17], Gemeindeteil der Stadt Bad Belzig
- Ehlingsmühle[2]/Egelingsmühle[18], 1842: Friedrichs Schneidemühle, Wasserschneidemühle, existiert nicht mehr, lag westlich von Verlorenwasser
- Erlenmühle[2]/Eulenmühle[17],Wassermühle mit zwei Mahlgängen und einem Ölgang, zum Amt Ziesar, heute Wohnplatz der Stadt Ziesar
- Friesdorfer Papiermühle[19][17], Amt Ziesar, Wohnplatz Friesdorf der Gemeinde Wollin
- Glienecke, (Glinicke[2]), Dorf, zum Amt Ziesar, 6 Untertanen des von Bardeleben auf Bardelebenshof[20], Ortsteil der Stadt Ziesar
- Gottesfahrter Papiermühle[2]/Gottesforther Papiermühle[20], Papiermühle mit zwei Gängen, ein holländischer Gang, Amt Ziesar, existiert nicht mehr, heute Stadt Genthin, Ortsteil Schopsdorf, Gottesforth 1–5
- Grabow, adliges Dorf mit einem von Plothoschen Vorwerk[20], Wassermahl- und Ölmühle[21], heute Ortsteil der Stadt Möckern
- Grabowsches Forsthaus[2], nicht erwähnt bei Heineccius
- Gräben[2]/Gräbensche Mühle[22], adliges Dorf mit zwei Rittergütern, Ziegelscheune, Wassermahlmühle, Schneidemühle[21], Gemeinde
- Grebs, Kolonie[23]/Vorwerk Grebs[2], Amt Ziesar, Gemeindeteil der Stadt Ziesar
- Groß Lubars[2]/Groß Lübars, adliges Dorf mit Rittergut, Wassermühle[23], heute Ortsteil Lübars der Stadt Möckern
- Grüningen/Groeningen[24], Dorf, Amt Ziesar[23], Gemeindeteil  der Gemeinde Wenzlow
- Gürgens Mühle/Jürgens Mühle[2], zu Pietzpuhl gehörig, Wassermühle an der Ihle mit einem Mahl- und einem Walkgang[25], ?
- Hansens Mühle[25]/Hausens Mühle[26], adlige Wassermühle an der Ihle, mit einem Mahl- und einem Walkgang, ?
- Helleholz oder Sandforth[25]/Helleholz[27], Unterförsterei, Amt Ziesar, existiert nicht mehr (lag am Geuenbach zwischen Schopsdorf und Köpernitz, )
- Herrenmühle/Herrnmühle[2], Wassermühle mit vier Mahlgängen, Nebenzoll, Amt Ziesar[28], Gemeindeteil von Ziesar
- Hobeck/Hohbeck[28], adliges Dorf mit Rittergut und Schäferei, Ortsteil der Stadt Möckern
- Hohensprings Mühle[2]/Hohenspringer Papiermühle[28], adlige Papiermühle mit zwei Gängen, heute Hohenspringe, Gemeindeteil der Stadt Bad Belzig
- Kähnert/Köhnert[2], adliges Rittergut mit Schäferei[28], Ortsteil der Stadt Möckern
- Klappermühle[2][29], adlige Wassermühle mit einem Mahl- und einem Walkgang an der Ihle, auf der Kähnertschen Feldmark[29], heute Friedensau, Ortsteil der Stadt Möckern
- Klappermühle oder Lochausche Mühle[29]/Happermühle[30], adlige Wassermühle an der Ziprahne mit einem Mahlgang bei Lochow, heute ?
- Klein Lübars/Klein Lubars[31], adliges Dorf mit einem Rittergut, Wassermahlmühle[29], Ortsteil der Stadt Möckern
- Klitsche oder Klitzke[32]/Klitzke[2], adliges Vorwerk mit Schäferei, existiert nicht mehr, heute Truppenübungsplatz Altengrabow
- Küsel/Kiesel[33], adliges Dorf mit einem Rittergut, wüste Wassermühle[32], Ortsteil der Stadt Möckern
- Ladeburg, adliges Dorf mit einer Windmühle[32], Ortsteil der Gemeinde Gommern
- Lochow/Lochau[34][35], adliges Vorwerk, Obstbaumpflanzungen, Ortsteil der Stadt Möckern
- Madel, adliges Vorwerk mit Schäferei[35], Ortsteil der Stadt Burg (bei Magdeburg)
- Magdeburgisch Fort[2][35], Dorf, Wassermühle mit einem Mahl- und einem Schneidegang, Königliche Landjägerei, Amt Ziesar, Ortsteil Magdeburgerforth der Gemeinde Möckern
- Neu Leitzkau, Neuhaus Leitzkau oder Leitzkau Neuer Seite, adliges Vorwerk, bei Leitzkau[36]
- Neue Papiermühle[37][36], im Königlichen Ziesarschen Forst, am Bache von Gloina, Papiermühle mit zwei Gängen des Amtes Ziesar[36], nördlich Magdeburgerforth, K1212 (Rohpappe)
- Neue Schneidemühle[38], nicht erwähnt in Heineccius, ?
- Nonnenheide/Nonnenheyde[39], Unterförsterei des Amtes Ziesar[36], Wohnplatz der Gemeinde Görzke
- Papiermühle in der Heide[40], nicht erwähnt bei Heineccius
- Pietzpuhl/Pießpuhl[41], adliges Rittergut[42], heute eine Ortschaft der Einheitsgemeinde Möser
- Polzuhn/Pottziehn[43], adliges Vorwerk mit Schäferei[20][42], existiert nicht mehr, lag nördlich der Gemeinde Grabow, heute Ortsteil der Stadt Möckern
- Polzunsche Mühle[44], Wassermühle mit einem Gang[42], heute ?
- Puhs Schneide- und Mahlmühle[2]/Pufsmühle[42], (1842: Puff oder Lehmann Mühle), Wassermühle mit einem Mahl- und einem Schneidegang, Amt Ziesar, Wohnplatz Puffs Mühle in der Gemeinde Wollin
- Puhlmannsmühle[2][42] (1842: Puhlmanns Schneidemühle), Wassermühle mit einem Mahl- und einem Schneidegang, Amt Ziesar, Wohnplatz Mühle Schöntal der Gemeinde Görzke
- Räckendorf/Reckendorf (Alt und Neu-)[45], zwei Rittersitze, Schäferei zu Neu Reckendorf gehörig[45], Ortsteil der Stadt Möckern
- Raehsdorf[2]/Rähsdorf[45], Ziegelscheune, Pottaschenbrennerei (Amt Ziesar), drei Mühlen in der Nähe (unbenannte Walkmühle mit zwei Lederwalken, Pottmühle  mit zwei Lederwalken, Mahlmühle mit einem Gang, das alte Geschirr genannt), Teilbesitz des Amtes Ziesar, Ortsteil Reesdorf der Gemeinde Möckern
- Rosenkrug[2][45], Papiermühle mit einem Gang und Teerbrennerei, Amt Ziesar, existiert nicht mehr, lag südlich von Schopsdorf etwa hier ()
- Rothe Hauß, Forsthaus[2][13][46], existiert nicht mehr, lag nahe bei Wohnplatz Grünehaus in der Gemeinde Gräben ()
- Rottstock, Dorf, Karpfenteich (gehört nach Görzke), Nebenzoll, Unterförsterei, Amt Ziesar[46], Ortsteil der Gemeinde Gräben
- Schopsdorf/Schöbsdorf[47], Amt Ziesar, Papiermühle mit zwei Gängen, Ziegelscheune[46], Ortsteil der Stadt Genthin
- Spulkrug[2]/Spühlkrug[45], bei Räckendorf gelegen
- Stegelitz, adliges Dorf[48], Ortsteil der Stadt Möckern
- Steinberg, Kolonistendorf, 1763 aus Amtsvorwerk entstanden[49], Ortsteil der Gemeinde Buckautal
- Stresow, adliges Dorf mit einem Rittergut, Branntweinbrennerei[49], Ortsteil der Stadt Möckern
- Struwenberg und Krug[2]/Struwenberg, adliges Vorwerk (kein Krug genannt[49]), Struvenberg, Wohnplatz in der Gemeinde Gräben
- Topfmühle/Pottmühle, bei Räckendorf
- Verlorenwasser, Wassermühle mit einem Mahl- und einem Schneidegang, Gemeindeteil in der Stadt Bad Belzig
- Wenzlow, Dorf, Amt Ziesar, Wassermühle mit zwei Mahlgängen[50], Gemeinde
- Werbig, adliges Dorf[50], Ortsteil der Stadt Bad Belzig
- Wogenhütten[17]/Wagenhütte[51], östlich von Verlorenwasser gelegen
- Wolfshagen Mühle[2], nahe Burg (bei Magdeburg), nicht erwähnt bei Heineccius
- Wollin, Amt Ziesar[52], Gemeinde
- Ziegelsdorf, adliges Rittergut mit Schäferei und Ziegelscheune[53], Ortsteil der Stadt Möckern
- Zitz/Zietz[54], Dorf, Amt Ziesar, einige Bewohner gehören adligen Besitzern[53], Ortsteil der Gemeinde Rosenau

Dadurch entstand die neue kleine Exklave Klein Briesen, das von kursächsischem Gebiet und dem neuen Ziesarschen Kreis umgeben war.

## Zugehörige Orte um 1801/16
Zum Zeitpunkt seiner Auflösung 1816 umfasste der Zauchesche Kreis vier Städte, einen Flecken und über 100 Dörfer sowie zahlreiche weitere Wohnplätze (Vorwerke, Mühlen, Forsthäuser, Teeröfen, Etablissements, Einzelhäuser etc.). Die meisten Orte gehörten zu den Ämtern Lehnin, Potsdam, Saarmund und Ziesar. Die Amtsgebiete lagen z. T. auch in den Nachbarkreisen bzw. im benachbarten, aber ebenfalls zum Königreich Preußen gehörenden Herzogtum Magdeburg. Die folgende Zusammenstellung basiert auf dem Ortschaftsverzeichnis von 1817 und Bratring, dessen Datengrundlage von 1801 stammt.
- Städte und Flecken
  - Beelitz
  - Saarmund
  - Treuenbrietzen
  - Werder (Havel)
  - Lehnin (Flecken und Gut)
- Orte und Einzelhäuser
  - Alt Langerwisch (Dorf und Vorwerk), Wohnplatz im Ortsteil Langerwisch der Gemeinde Michendorf
  - Alt Töplitz (Dorf), Wohnplatz im Ortsteil Töplitz der Stadt Werder (Havel)
  - Arnimswalde (Forsthaus), bei und zu Wiepersdorf gehörig, ?
  - Assau (Vorwerk), Exklave, zusammen mit Boßdorf, heute Wohnplatz der Stadt Wittenberg, Sachsen-Anhalt
  - Bärwalde (Dorf und Gut), Ortsteil der Gemeinde Niederer Fläming
  - Bergholz (Dorf), Wohnplatz im Ortsteil Bergholz-Rehbrücke, Gemeinde Nuthetal
  - Berghorst (Kolonie und Wassermühle), heute Birkhorst, Gemeindeteil von Salzbrunn, Stadt Beelitz
  - Bleiche, Etablissement, zu Caputh gehörig, im Ortsteil Caputh der Gemeinde Schwielowsee aufgegangen
  - Bliesendorf (Dorf), Ortsteil der Stadt Werder (Havel)
  - Bochow (Dorf), Ortsteil der Gemeinde Groß Kreutz
  - Boßdorf (Dorf und Gut), Exklave, heute Ortsteil der Stadt Wittenberg, Sachsen-Anhalt
  - Brachwitz (Dorf), Ortsteil der Stadt Treuenbrietzen
  - Gut Breite (Vorwerk), Wohnplatz im Ortsteil Stücken der Gemeinde Michendorf
  - Brückermark, heute Wohnplatz in der Gemeinde Wollin
  - Buchholzer Mühle (Wassermühle), Wohnplatz im Ortsteil Wittbrietzen der Stadt Beelitz
  - Burgfischerei, im Ortsteil Bergholz-Rehbrücke der Gemeinde Nuthetal aufgegangen
  - Cammer (Dorf und Gut), Ortsteil der Gemeinde Planebruch
  - Kammerode (Vorwerk und Büdner-Etablissement), Wohnplatz im Ortsteil Ferch der Gemeinde Schwielowsee
  - Caputh (Dorf und Vorwerk), Ortsteil der Gemeinde Schwielowsee
  - Claasdorfer Mühle, Wassermühle, Gemeindeteil Birkhorst im Ortsteil Salzbrunn der Stadt Beelitz
  - Damelang (Dorf), Gemeindeteil von Damelang-Freienthal, einem Ortsteil der Gemeinde Planebruch
  - Damsdorf (Dorf), Ortsteil der Gemeinde Kloster Lehnin
  - Deetz (Dorf)
  - Derwitz (Dorf), Ortsteil der Stadt Werder (Havel)
  - Desmathen (Vorwerk), 1871 abgebrochen, lag ca. 5 km nordöstlich von Golzow, zwischen Rotscherlinde und Oberjünne
  - Deutsch Bork (Dorf), Ortsteil der Gemeinde Linthe
  - Ehrenfriedsfelde, Etablissement, zu Treuenbrietzen gehörig, in Treuenbrietzen aufgegangen
  - Elsholz, Ortsteil der Stadt Beelitz
  - Ferch, Ortsteil der Gemeinde Schwielowsee
  - Flottstelle (Etablissement), Wohnplatz in der Gemeinde Schwielowsee
  - Forellenhaus, Haus, zu Treuenbrietzen gehörig, in Treuenbrietzen aufgegangen
  - Forellenhaus, Vorwerk, existiert nicht mehr, lag südsüdwestlich von Lucksfleiß
  - Fresdorf (Dorf), Ortsteil der Gemeinde Michendorf
  - Freienthal (Kolonie), Gemeindeteil von Damelang-Freienthal, Gemeinde Planebruch
  - Friedrichshof, Kolonie zu Beelitz gehörig, in Beelitz aufgegangen, im Bereich Friedrichshof/Brücker Straße
  - Frohnsdorf (Vorwerk und Walkmühle), Ortsteil der Stadt Treuenbrietzen
  - Glindow (Dorf), Ortsteil der Stadt Werder (Havel)
  - Göhlsdorf (Dorf), Ortsteil der Gemeinde Kloster Lehnin
  - Görisgraben (Hinterste Vorwerk), Wohnplatz der Stadt Brandenburg an der Havel
  - Göttin (Ortsteil der Stadt Brandenburg an der Havel)
  - Göttin (Ortsteil der Stadt Werder (Havel))
  - Götz (Dorf), Ortsteil der Gemeinde Groß Kreutz
  - Goldhammers Meierei, Vorwerk zu Neudorf (heute Wohnplatz Neumanns Vorwerk im Ortsteil Göttin der Stadt Brandenburg an der Havel)
  - Gollwitz (Dorf und Gut), Ortsteil der Stadt Brandenburg an der Havel
  - Gollwitzerheide, Heidewärterhaus, zu Gollwitz gehörig (nicht identifiziert)
  - Golzow
  - Gränert (Grähnert, Dorf und Gut) (Wohnplatz im Ortsteil Kirchmöser der Stadt Brandenburg an der Havel)
  - Grebs (Dorf und Gut), Ortsteil der Gemeinde Kloster Lehnin
  - Groß Kreutz, Gemeinde
  - Grüneiche (Dorf, Vorwerk und Schäferei), Gemeinde
  - Hackenhausen (Vorwerk) (Wohnplatz im Ortsteil Damelang-Freienthal der Gemeinde Planebruch)
  - Hammerdamm (Vorwerk), heute Wohnplatz von Golzow
  - Herbersdorf (Dorf und Gut), Ortsteil der Gemeinde Niederer Fläming
  - Jeserig, Ortsteil der Gemeinde Groß Kreutz
  - Jungfernheide oder Neuhaus, Vorwerk, existiert nicht mehr, lag westlich von Hackenhausen
  - Kaninscher Krug(ganz isoliert in Sachsen zwischen Busendorf und Kleistow), lag am südlichen Ortsausgang von Kanin, das mit Busendorf und Klaistow eine sächsische Enklave in Brandenburg war. In dieser Enklave lag als brandenburgische Enklave der Kaninsche Krug, Anwesen Klaistower Straße 2)
  - Kähnsdorf (Dorf) Ortsteil der Gemeinde Seddiner See
  - Kaltenhausen (Dorf und Vorwerk), Wohnplatz im Ortsteil Lehnin der Gemeinde Kloster Lehnin
  - Kemnitz, Ortsteil der Stadt Werder (Havel)
  - Kemnitzerheide (Büdner-Etablissement). Wohnplatz im Ortsteil Ferch in der Gemeinde Schwielowsee
  - Klein Briesen (Dorf und Gut), bewohnter Gemeindeteil im Ortsteil Groß Briesen der Stadt Bad Belzig
  - Körzin (Dorf), Gemeindeteil im Ortsteil Zauchwitz der Stadt Beelitz
  - Kolzenburgsches Etablissement, zu Treuenbrietzen gehörig (nicht identifiziert)
  - Kossin, Ortsteil der Gemeinde Niederer Fläming
  - Krahne (Dorf und Vorwerk), Ortsteil der Gemeinde Kloster Lehnin
  - Krielow (Dorf), Ortsteil der Gemeinde Groß Kreutz
  - Kropshof, Kolonisten-Etablissements (heute in Beelitz aufgegangen, Kropshof 1–14)
  - Kunersdorf Försterei (Vorwerk), heute Wohnplatz im Ortsteil Neuseddin der Gemeinde Seddiner See.
  - Landjägerei, Forsthaus (bei Potsdam, nicht identifiziert)
  - Leest (Dorf), Wohnplatz im Ortsteil Töplitz der Stadt Werder (Havel)
  - Lehninsche Ziegelei existiert nicht mehr, lag südwestlich von Lehnin
  - Lienewitz (Etablissement), Wohnplatz im Ortsteil Michendorf der (Groß-)Gemeinde Michendorf
  - Löcknitz (Ziegelei), Wohnplatz im Ortsteil Petzow der Stadt Werder (Havel)
  - Lucksfleiß (Kolonie), Gemeindeteil der Gemeinde Golzow
  - Lühsdorf (Dorf), Ortsteil der Stadt Treuenbrietzen
  - Malge (Buschwärterhaus), heute Wohnplatz in Brandenburg an der Havel
  - Maulbeerplantage, Heidewärterhaus (nicht identifiziert bei Caputh)
  - Meinsdorf (Dorf und Gut), Ortsteil der Gemeinde Niederer Fläming
  - Meßdunk (Vorwerk), Wohnplatz im Ortsteil Reckahn der Gemeinde Kloster Lehnin
  - Michelsdorf (Dorf)
  - Michendorf (Dorf)
  - Mittelbusch (1801: Vorwerk und Kolonie, 1816: Büdner-Etablissement), Wohnplatz im Ortsteil Ferch der Gemeinde Schwielowsee
  - Möllendorf (Vorwerk), existiert nicht mehr, lag zwischen Hackenhausen und Busendorf, auf der Gemarkung Damelang-Freienthal, Gemeinde Planebruch
  - Müggenburg (Vorwerk), Gemeindeteil von Golzow
  - Nahmitz (Dorf), Ortsteil der Gemeinde Kloster Lehnin
  - Netzen (Dorf), Ortsteil der Gemeinde Kloster Lehnin
  - Neuendorf (Dorf), Wohnplatz in der Stadt Brandenburg an der Havel
  - Neue Mühle (Wassermühle), Wohnplatz der Stadt Brandenburg an der Havel
  - Neuemühle bei Treuenbrietzen (Wassermühle), zu Treuenbrietzen gehörig.
  - Neuendorf (Dorf und Gut). Ortsteil der Stadt Brück
  - Neukrug bei Brandenburg (Krug), nicht identifiziert
  - Neukrug bei Brück (Krug und Zollhaus), existiert nicht mehr, lag etwa 150 m nördlich der Beelitzerstraße 10–12 in Brück-Ausbau.
  - Neu-Langerwisch (Dorf und Vorwerk), Wohnplatz im Ortsteil Langerwisch der Gemeinde Michendorf
  - Neu Töplitz (Dorf), Wohnplatz in Töplitz, Ortsteil der Stadt Werder (Havel)
  - Nichel (Dorf), Ortsteil der Gemeinde Mühlenfließ
  - Niebel (Dorf), Ortsteil der Stadt Treuenbrietzen
  - Niebelhorst (Kolonie), Ortsteil der Stadt Treuenbrietzen
  - Oberjünne (Vorwerk), Ortsteil der Gemeinde Planebruch
  - Pernitz (Dorf), Wohnplatz der Gemeinde Golzow
  - Petzow (Dorf), Ortsteil der Stadt Werder (Havel)
  - Phöben (Feeben, Dorf), Ortsteil der Stadt Werder (Havel)
  - Plessow (Dorf, Gut und Krug), Ortsteil der Stadt Werder (Havel)
  - Plötzin (Dorf), Ortsteil der Stadt Werder (Havel)
  - Potsdam, Vorwerk, in Potsdam aufgegangen
  - Prützke (Prütske, Dorf), Ortsteil der Gemeinde Kloster Lehnin
  - Rädel (Dorf), Ortsteil der Gemeinde Kloster Lehnin
  - Reesdorf (Rähsdorf, Dorf), Ortsteil der Stadt Beelitz
  - Reckahn (Dorf und Gut), Ortsteil der Gemeinde Kloster Lehnin
  - Rehbrücke (Etablissement), Wohnplatz im Ortsteil Bergholz-Rehbrücke der Gemeinde Nuthetal
  - Resau (Vorwerk und Büdner-Etablissement), Wohnplatz im Ortsteil Bliesendorf der Stadt Werder (Havel)
  - Rieben (Dorf), Ortsteil der Stadt Beelitz
  - Rietz (Dorf), Ortsteil der Gemeinde Kloster Lehnin
  - Rinow (Dorf), Ortsteil der Gemeinde Niederer Fläming
  - Rotscherlinde (Vorwerk), Gemeindeteil von Krahne, einem Ortsteil der Gemeinde Kloster Lehnin
  - Ruhleben (Vorwerk), existiert nicht mehr; lag im Urstromtal zwischen Lucksfleiß und Klein Briesen ()
  - Rummelsborn (Vorwerk und Krug), 1837 abgebrochen, lag an der südöstlichen Gemarkungsgrenze von Fichtenwalde, etwa im Bereich Rummelborner Weg/Brücker Weg ().
  - Saarmund (Amt, Kolonie und Vorwerk), Ortsteil der Gemeinde Nuthetal
  - Salzbrunn (Dorf), Ortsteil der Stadt Beelitz
  - Schäpe (Dorf), Ortsteil der Stadt Beelitz
  - Schiaß (Dorf), Ortsteil der Stadt Ludwigsfelde, Landkreis Teltow-Fläming
  - Schlalach (Dorf), Ortsteil der Gemeinde Mühlenfließ
  - Schlunkendorf (Dorf), Ortsteil der Stadt Beelitz
  - Schmerberg (Forsthaus), Wohnplatz im Ortsteil Ferch der Gemeinde Schwielowsee
  - Schmergow (Dorf), Ortsteil der Gemeinde Groß Kreutz
  - Schmerzke (Dorf), Ortsteil der Stadt Brandenburg an der Havel
  - Schmöllen (Vorwerk), existiert nicht mehr, lag am Schmöllnerweg/Libellenweg.
  - Schwiena, heute Emstal (Dorf), Ortsteil der Gemeinde Kloster Lehnin
  - Schönefeld (Dorf), Gemeindeteil der Stadt Beelitz
  - Schützenhaus, Buschwärterhaus, zu Brachwitz gehörig, nicht identifiziert
  - Seddin (Dorf)
  - Steinmühle (Wassermühle), Treuenbrietzen, Steinmühlenstrasse
  - Stücken (Dorf und Gut), Ortsteil der Gemeinde Michendorf
  - Tanne, Vorwerk, 10 Einw., Besitzer: Kreis-Deputirter v. Brösigke zu Grebs
  - Templin (Etablissement)
  - Theerofen bei Brandenburg, Teerofen, 7 Einw., Besitzer: Kämmerei zu Brandenburg
  - Theerofen bei Damelang, im Ortsteil Damelang-Freienthal aufgegangen, Straße Zum Theerofen.
  - Teichgräberhaus oder Gänsehaus, Vorwerk
  - Tornow (bei Lehnin, Vorwerk), Wohnplatz im Ortsteil Cammer der Gemeinde Planebruch
  - Tornow bei Potsdam (Etablissement), in Potsdam aufgegangen, Potsdam/Tornowstrasse
  - Trechwitz (Dorf und Gut), Ortsteil der Gemeinde Kloster Lehnin
  - Tremsdorf (Dorf), Ortsteil der Gemeinde Nuthetal
  - Treuenbrietzner Walkmühle, Stadt Treuenbrietzen
  - Treuenbrietzner Papiermühle, Stadt Treuenbrietzen
  - Weißen (Dorf und Gut), Ortsteil der Gemeinde Niederer Fläming
  - Wiepersdorf (Dorf und Gut), Ortsteil der Gemeinde Niederer Fläming, Landkreis Teltow-Fläming
  - Alt Bork (Wendisch Bork, Dorf), Ortsteil der Gemeinde Linthe
  - Wendgräben (oder Mittelste Vorwerk) (Vorwerk), Wohnplatz der Stadt Brandenburg an der Havel
  - Wildenbruch (Dorf) Ortsteil der Gemeinde Michendorf
  - Wildhüterhaus, zu Neuendorf gehörig, existiert nicht mehr, lag an der Göttiner Landstraße
  - Wittbrietzen (Dorf), Ortsteil der Stadt Beelitz
  - Wust (Dorf), Ortsteil der Stadt Brandenburg an der Havel
  - Zauchwitz (Dorf), Ortsteil der Stadt Beelitz
  - Zindelmühle (Wassermühle), Stadt Treuenbrietzen, Berliner Chaussee 1,1A-C.
  - Zollchow (Vorwerk), Ortsteil der Gemeinde Milower Land

1801 hatte der Zauchesche Kreis sechs Städte, ein Flecken und 87 Dörfer. Die Einwohnerzahl betrug 27.932. In der Kreisreform von 1816/17 wurde der Zauchesche Kreis mit dem kursächsischen Amt Belzig zum Kreis Zauch-Belzig zusammengelegt. Das Ländchen Bärwalde mit seinen sieben Ortschaften (Bärwalde, Herbersdorf, Kossin, Meinsdorf, Rinow, Weißen und Wiepersdorf) wurde aber abgetrennt und zum neu gebildeten Kreis Jüterbog-Luckenwalde transferiert.

## Kriegs-, Land- oder Kreiskommissare, Landräte (ab 1702)
- George von Pfuel (anno 1602)[56]
- 1633: Tobias von Rochow († 1638)[57]
- Daniel Heinrich von Rochow[58]
- Ludwig von Oppen (1663–1716)
- 1733 Christoph Daniel von Rochow[59]
- Walter Christoph von Schierstädt-Görzke (1712–1785)[60]
- 1796 Franz Friedrich von Schierstädt-Görzke[61][62]
- 1798 Hans Wilhelm I. von Rochow-Plessow[63][64]
- 1800 v. Rochow auf Golzow[65]
- 1804 von Rochow auf Golzow[66]
- 1809–1816 Rochus I. von Rochow (1762–1828)[67]

## Belege

### Online
- Verwaltungs- und Archivgeschichte der brandenburgischen Kreise seit 1815 im Überblick von Wolfgang Böß. PDF